# لويس فونتين
لويس فونتين (بالإنجليزية: Louis-Hippolyte Lafontaine)‏  (و. 1807 – 1864 م) هو سياسي، ومحامي، ورجل قضاء كندي، ولد في بوشيفيل، كيبك، توفي في مونتريال، عن عمر يناهز 57 عاماً.
.

## جوائز
حصل على جوائز منها:
- نيشان القديس سيلفستر من رتبة فارس ‏
- نيشان القديسان ميخائيل وجرجس من رتبة فارس قائد.

## روابط خارجية
- لويس فونتين على موقع الموسوعة البريطانية (الإنجليزية)
- لويس فونتين على موقع إن إن دي بي (الإنجليزية)